# Lettre sur les sourds et muets
La Lettre sur les sourds et muets à l'usage de ceux qui entendent & qui parlent est un essai de Denis Diderot, publié anonymement en 1751, avec permission tacite. Diderot venait juste de sortir de son emprisonnement à Vincennes, pour avoir publié la Lettre sur les aveugles et Les Bijoux indiscrets.

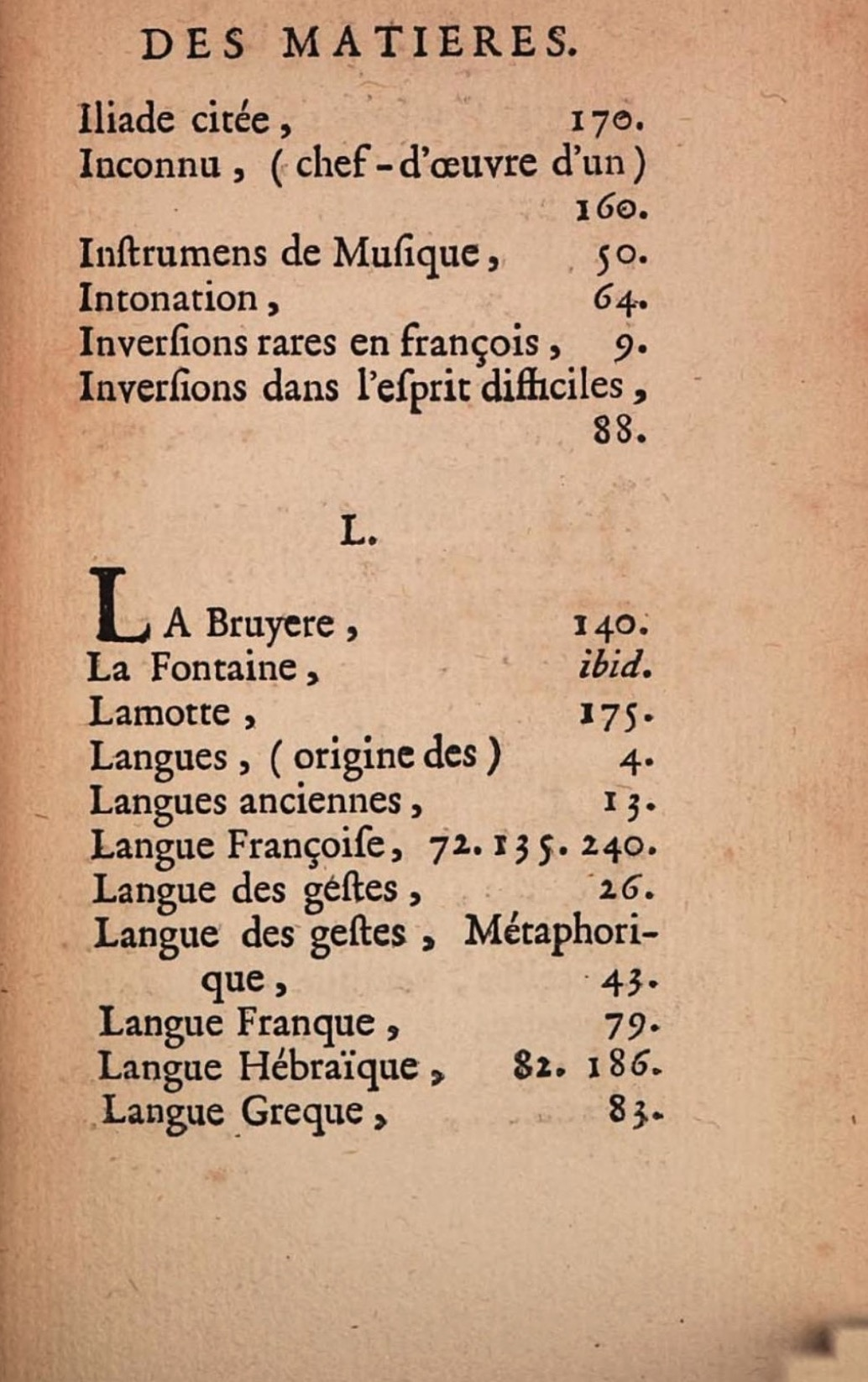
Extrait de l'index de la Lettre sur les sourds et muets

## Résumé
Le point de départ de la lettre est une question de grammaire, la question des inversions : peut-on opposer des langues naturelles, qui s'expriment dans l'ordre naturel de la pensée, et des langues à inversion, qui inversent l'ordre des mots dans la phrase par rapport à l'ordre des idées dans l'esprit ? On constate en effet que l'ordre des mots est inversé entre le latin et le français. Les opinions étaient partagées entre la position de la rhétorique défendue par l'abbé Batteux dans son Cours de Belles Lettres distribué par exercices (1748) pour qui les inversions du latin correspondent à l'ordre des sensations tandis que celle de Dumarsais et des grammairiens de Port-Royal donne la primauté à la logique. À titre d'exemple, Diderot démontre que si un Corps se définit de façon scientifique comme « une substance étendue, impénétrable, figurée, colorée et mobile » il est en fait perçu, en suivant l'ordre naturel des sensations, comme une « colorée, figurée, étendue, impénétrable, mobile, substance. »
Pour faire avancer la réflexion, Diderot compare les qualités respectives des divers sens : « je trouvais que de tous les sens, l'œil était le plus superficiel, l'oreille le plus orgueilleux, l'odorat le plus voluptueux, le goût le plus superstitieux et le plus inconstant, le toucher le plus profond et le plus philosophe. ». 
Il se livre ensuite à une expérience de pensée. Soit un sourd-muet virtuel de naissance. Celui-ci sera capable d'apprécier les harmoniques colorées de la « machine aux couleurs » ou clavecin oculaire imaginé par Louis Bertrand Castel, mais en croyant qu'il s'agit d'une transcription du langage et il en déduit que la musique est un moyen de communiquer la pensée. Comme ce sourd-muet doit s'exprimer par gestes et qu'il ne possède pas les préjugés que nous avons sur l'ordre des mots, étudions comment il procède. Diderot constate alors que le geste est plus énergique que la parole, et exprime souvent simultanément ce qui dans le langage nécessite un long discours. Au théâtre, le geste sublime — par exemple le geste de Lady Macbeth somnambule tentant de se laver les mains du sang de son mari qu'elle a assassiné vingt ans plus tôt — reproduit cette énergie simultanée du geste expressif. En poésie, la sonorité des mots, le rythme, les images permettent également cette expression immédiate et totalisante du sens : la poésie est comme un tissu d'hiéroglyphes ou d'emblèmes. 

En fin de compte, la position de Diderot se situe à mi-chemin entre celle de Batteux et celle de Dumarsais et déplace le problème sur la nature du Beau. Il conclut sur la supériorité du français pour l'ordre des idées mais non pour l'expression des émotions : 

« je dirais que la communication de la pensée étant l’objet principal du langage, notre langue est de toutes les langues la plus châtiée, la plus exacte et la plus estimable [...] que nous avons gagné, à n’avoir point d’inversions, de la netteté, de la clarté, de la précision, qualités essentielles au discours ; et que nous y avons perdu de la chaleur, de l’éloquence et de l’énergie. [...] Que nous pouvons mieux qu’aucun autre peuple faire parler l’esprit, et que le bon sens choisirait la langue française ; mais que l’imagination et les passions donneront la préférence aux langues anciennes et à celles de nos voisins. Qu’il faut parler français dans la société et dans les écoles de philosophie ; et grec, latin, anglais, dans les chaires et sur les théâtres. »

Il en tire aussi cette observation : « j’ai cru pouvoir assurer qu’il était impossible de rendre un poëte dans une autre langue ; et qu’il était plus commun de bien entendre un géomètre qu’un poëte. ».

## Enjeu
La Lettre sur les sourds marque un tournant décisif dans la pensée de Diderot, qui entame à cette époque la publication de l’Encyclopédie. Se situant apparemment en retrait par rapport aux audaces des écrits qui l'avaient conduit en prison, pour athéisme et libertinage, elle engage une réflexion sur le fonctionnement et l’articulation du langage et de la pensée et prépare la réflexion esthétique sur laquelle il appuiera sa théorie et sa pratique du drame (Entretiens sur Le Fils naturel, De la poésie dramatique) et sa réflexion sur la peinture (Salons). Cet écrit est « plein de suggestions fécondes qui annoncent les ouvrages de la maturité dans beaucoup de domaines, notamment dans ceux de la critique littéraire, de la critique d'art, de la philosophie et même de la physiologie. »

## Éditions
- Édition originale. Elle contient un index de 11 pages en fin de l'ouvrage.
- Édition Assézat
- Lettre sur les aveugles à l’usage de ceux qui voient suivie de Lettre sur les sourds et muets à l’usage de ceux qui entendent et qui parlent, présentation, notes, dossier, chronologie, bibliographie par Marian Hobson et Simon Harvey, Flammarion, « GF », Paris, 2000.
- Lettre sur les sourds et muets, édition commentée et présentée par Paul Hugo Meyer ; préf. de Georges May. In : Diderot Studies VII, Genève, Droz, 1965 (lire en ligne).